# Restauración Meiji

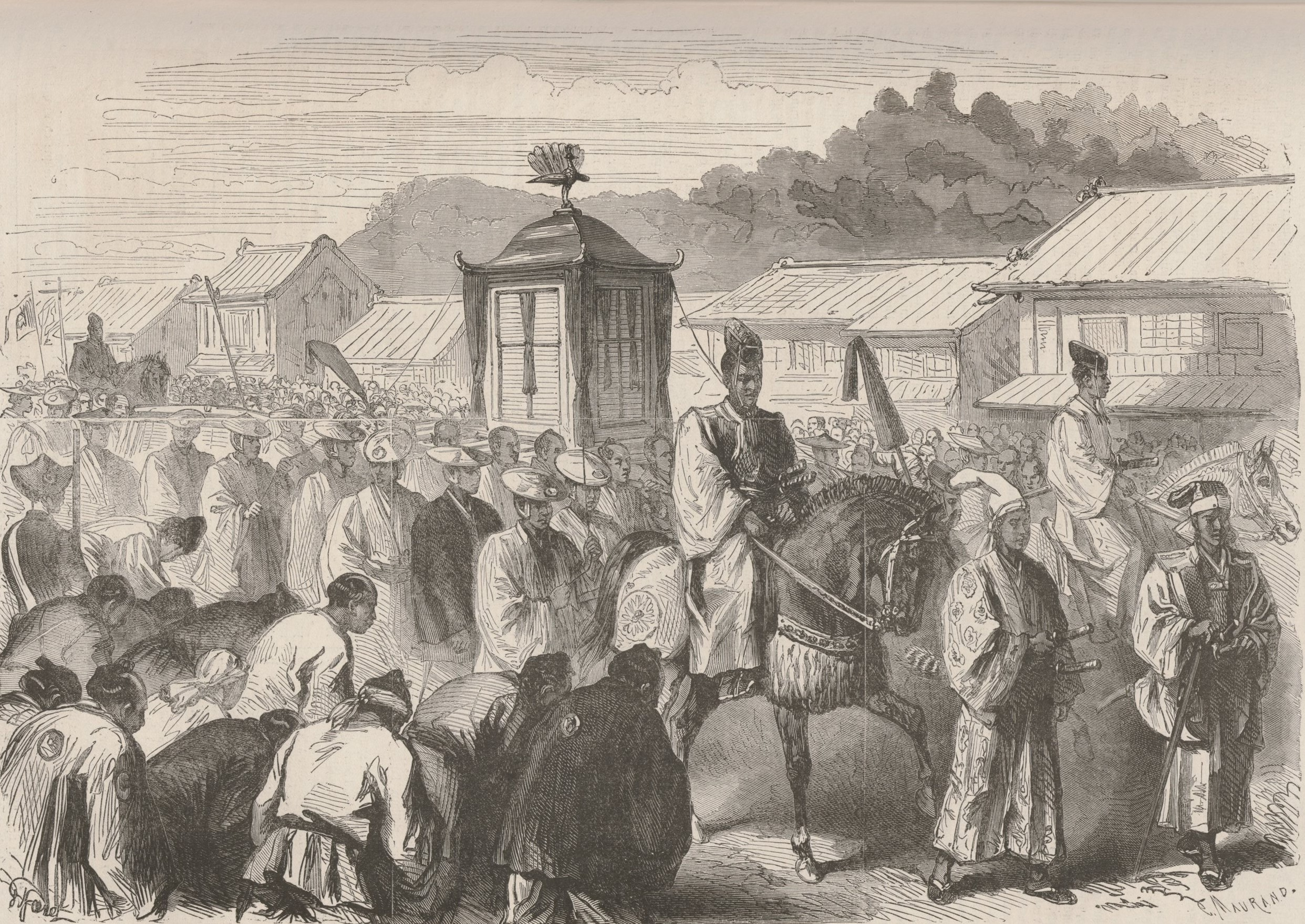
El Emperador Meiji trasladándose de Kioto a Tokio.

La Restauración Meiji (明治維新 Meiji ishin?) describe una cadena de eventos que condujeron a un cambio en la estructura de la política y social de Japón en el período comprendido de 1868 a 1912 que abarca parte del período Edo denominado Shogunato Tokugawa tardío y el comienzo de la Era Meiji.
La formación en 1866 de la alianza «Satcho» entre Saigō Takamori, el líder del Dominio de Satsuma, y Kido Takayoshi, el líder del Dominio de Choshu, marca el inicio de la restauración Meiji. Estos dos líderes apoyaron al emperador y trabajaron junto con Sakamoto Ryoma para acabar con el Shogunato Tokugawa (finalizado en 1867) y restaurar el poder del emperador.
En enero de 1868 en la Guerra Boshin o Guerra del año del dragón Choshu y Satsuma derrotaron el ejército del anterior shogun. En realidad no se devolvieron los poderes al emperador sino que el poder pasó del derrotado Shogun a una oligarquía de daimios. Empieza la era Meiji, época en que quedaron abolidos los privilegios especiales de los samuráis, y se dio a la población la posibilidad de traer apellido (privilegio hasta entonces de la aristocracia, mientras que la gente traía el nombre de su profesión, por ejemplo, el capitán de un barco era denominado "Anjin" - "capitán" -). Estos cambios provocaron la inestabilidad del país a comienzos de la era Meiji. Hubo muchas revueltas, pero se puede destacar la de Saigo Takamori, integrando del triunvirato ishin, amigo y compañero de Toshimichi Ōkubo. Saigo fue derrotado por Ōkubo y, según algunas fuentes, se habría suicidado ritualmente (seppuku). La era Meiji consiguió la estabilidad total después de cuatro décadas.

## Características
La restauración Meiji Bakumatsu no Dōran (fin del régimen del shōgun) fue la sucesión política que llevó al Shogunato Tokugawa a su final para renovar el poder de gobierno de Japón al tennō, cedido a la figura del shōgun durante el shogunato Kamakura. Este régimen era muy parecido al feudalismo europeo: el emperador (que se creía que descendía de los dioses) no tenía el poder real sino que dependía del daimyō (señor feudal o hacendado de familias importantes) más importante. Este se titulaba shōgun, que es el mayor rango que un daimyō podía obtener. Por eso el régimen político se llamaba shogunato. Japón hasta 1853 había permanecido aislado del resto del mundo económica y políticamente (excepto para China y los Países Bajos). En esta fecha llega una escuadra de la Armada estadounidense (al mando del Comodoro Perry) que tenía como propósito exigir un tratado de comercio. Este hecho se conoce también como la "llegada de los barcos negros" (黒船来航 kurofune raikō?, también llamada "expedición de Perry"). Al no tener Japón una armada para hacerle frente tuvo que aceptar el tratado, evidenciando lo débil que era el país.[cita requerida]
Esta revolución tuvo una particularidad única en la historia;[¿según quién?] la misma clase dominante fue la que vio la necesidad de cambio y de renunciar a sus derechos especiales. Por eso estaban divididos en dos bandos: los Ishin shishi y los partidarios del shogunato. Los daimyō que estaban en contra del shogunato lideraron a los Ishin shishi. Entre ellos destacan tres dirigentes, el llamado Ishin sanketsu (el triunvirato Ishin), cuyos integrantes eran Toshimichi Okubo, Saigō Takamori y Kogoro Katsura.
Los partidarios del shogunato contaban con diferentes fuerzas para enfrentarse a estos revolucionarios: entre ellos, el Shinsengumi (una fuerza paramilitar-policial situada en Kioto). Para 1867 el movimiento revolucionario había logrado un avance decisivo y el emperador Meiji (que no tenía poder real) dicta la orden de disolver el bakufu (shogunato). Pero el shōgun Tokugawa Yoshinobu se resiste a dejar el poder en manos del Ishin shishi y en 1868 se desarrollan cinco batallas más, llamadas las Guerras Boshin, en orden cronológico son estas: Toba-Fushimi, Monte Ueno, Nagaoka, Aizu y Hakodate.
Posteriormente los samuráis tras los radicales cambios realizados por el emperador, se rebelan contra él, formando un ejército cuyo enemigo será el emperador al abolir los privilegios de la clase samurái, los contrincantes fueron el recién fundado cuerpo de policía, formada en gran parte por samuráis que se pusieron al servicio del emperador y samuráis de los clanes vencedores en las Guerras Boshin: Satsuma y Chōshū.
Los resultados de las cinco guerras fueron determinantes y finalmente el shōgun convocó a consejo al shishi Saigō Takamori, en el que estuvo presente Katsu Kaishū, comisionado de la armada seleccionado como negociador entre ambas facciones. El resultado de este consejo fue la rendición del shogunato.[cita requerida]

## Contexto cultural

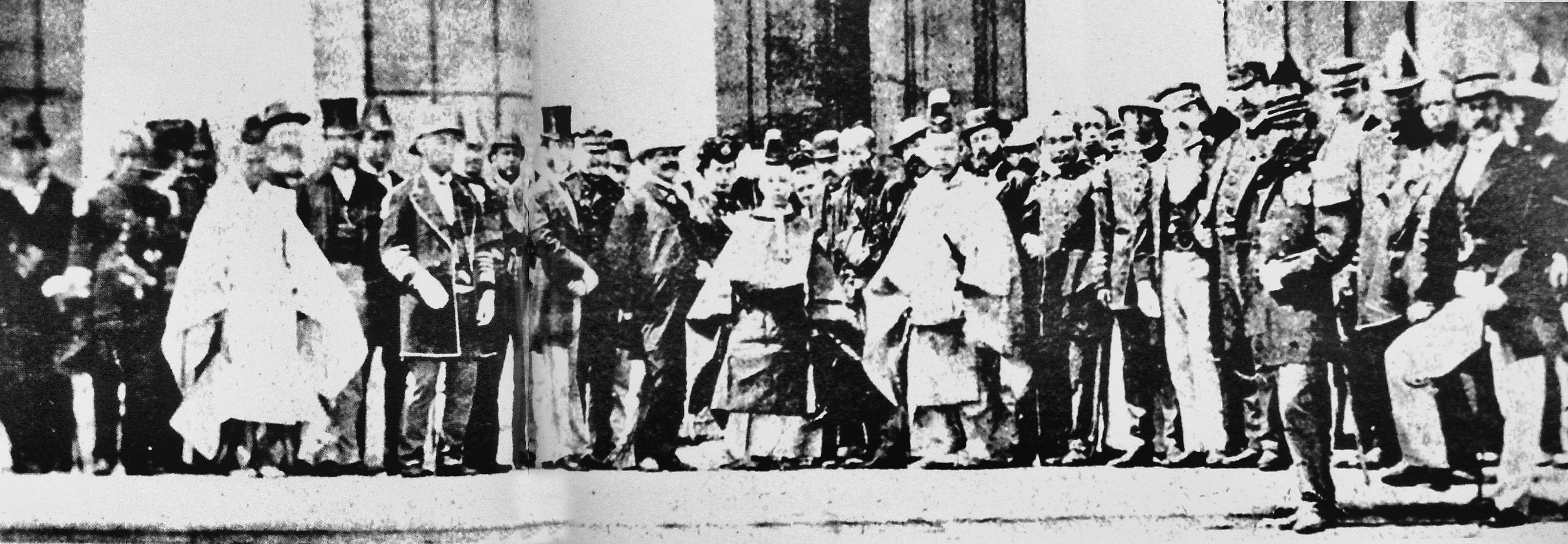
Un adolescente Emperador Meiji con representantes extranjeros al final de la Guerra Boshin, 1868-1870.

La Restauración Meiji (el fin del régimen del shōgun) representó la caída del régimen despótico en Japón. Este régimen se basaba en un modelo muy parecido al feudalismo europeo; el emperador, que se creía que descendía de los dioses, no tenía el poder real sino que dependía del daimio, el señor feudal más importante. Este recibía el título de "shōgun", que es el mayor rango que un daimio podía obtener. Por eso el régimen político se denominaba shogunato o bakufu. Ahora bien, Japón hasta 1853 había sido aislado del resto del mundo económica y políticamente, excepto para China y Holanda. En esta fecha, en 1853, llegó una flota armada norteamericana, bajo el mando de Matthew Perry, con el objetivo de pedir, o exigir, un tratado de comercio. Este hecho es conocido como "Kuro-fune raikō" (la llegada de los barcos negros). Cómo Japón no tenía una armada para hacer frente tuvo que aceptar el tratado, lo cual puso de relieve la debilidad del país.
En febrero de 1867, Mutsuhito, a sus quince años, sucedió su padre, el emperador Kōmei y se proclamó una nueva era de Meiji (que significa "culto a la regla"). La restauración Meiji de 1868 puso fin a 256 años de feudalismo del Shogunato Tokugawa.

### Una revolución de la clase alta
Esta revolución tuvo una particularidad única en la historia: la misma clase dominante (la aristocracia) fue la que vio la necesidad de cambio y de renunciar a sus derechos especiales. Por eso estaban divididos en dos bandos: los Ishin Shishi y los partidarios del shogunato. Los terratenientes (daimyō) que estaban en contra del shogunato lideraron el Ishin Shishi. Entre ellos destacan tres dirigentes, el llamado Ishin no sanketsu (el triunvirato Ishin), los integrantes eran Toshimichi Okubo, Saigo Takamori y Kido Takayoshi.
Los partidarios del shogunato contaban con diferentes fuerzas para enfrentarse a estos revolucionarios; entre ellos el Shinsengumi (una fuerza paramilitar-policial situada en Kyoto). Hacia 1867 el movimiento revolucionario había conseguido un avance decisivo y el emperador Meiji (que no tenía poder real) dicta la orden de disolver el bakufu (shogunato). Pero el shōgun Tokugawa Yoshinobu se resistía a dejar el poder en manos del Ishin shishi y en 1868 tuvieron lugar cinco batallas más, conocidas con el nombre de Guerras Boshin (en orden cronológico son: Toba-Fushimi, Monte Ueno, Nagoaka, Aizu y Hakodate).
Posteriormente los samuráis, después de los radicales cambios realizados por el emperador, se sublevaron contra este, formando un ejército. El enemigo era el emperador que había abolido los privilegios de la clase samurái. Los contrincantes fueron el reciente fundado cuerpo de policía, formada en gran parte por samuráis que se pusieron al servicio del emperador y samuráis de los clanes vencedores de las guerras Boshin: Satsuma y Chozu.
Los resultados de las cinco guerras fueron determinantes y el shōgun convocó un consejo al ishin Saigo Takamori, en el cual estuvo presente la cabeza de marina shogunal, Katsu Kaishū. El resultado de este consejo fue la rendición del shogunato.

### Alianzas y lealtades

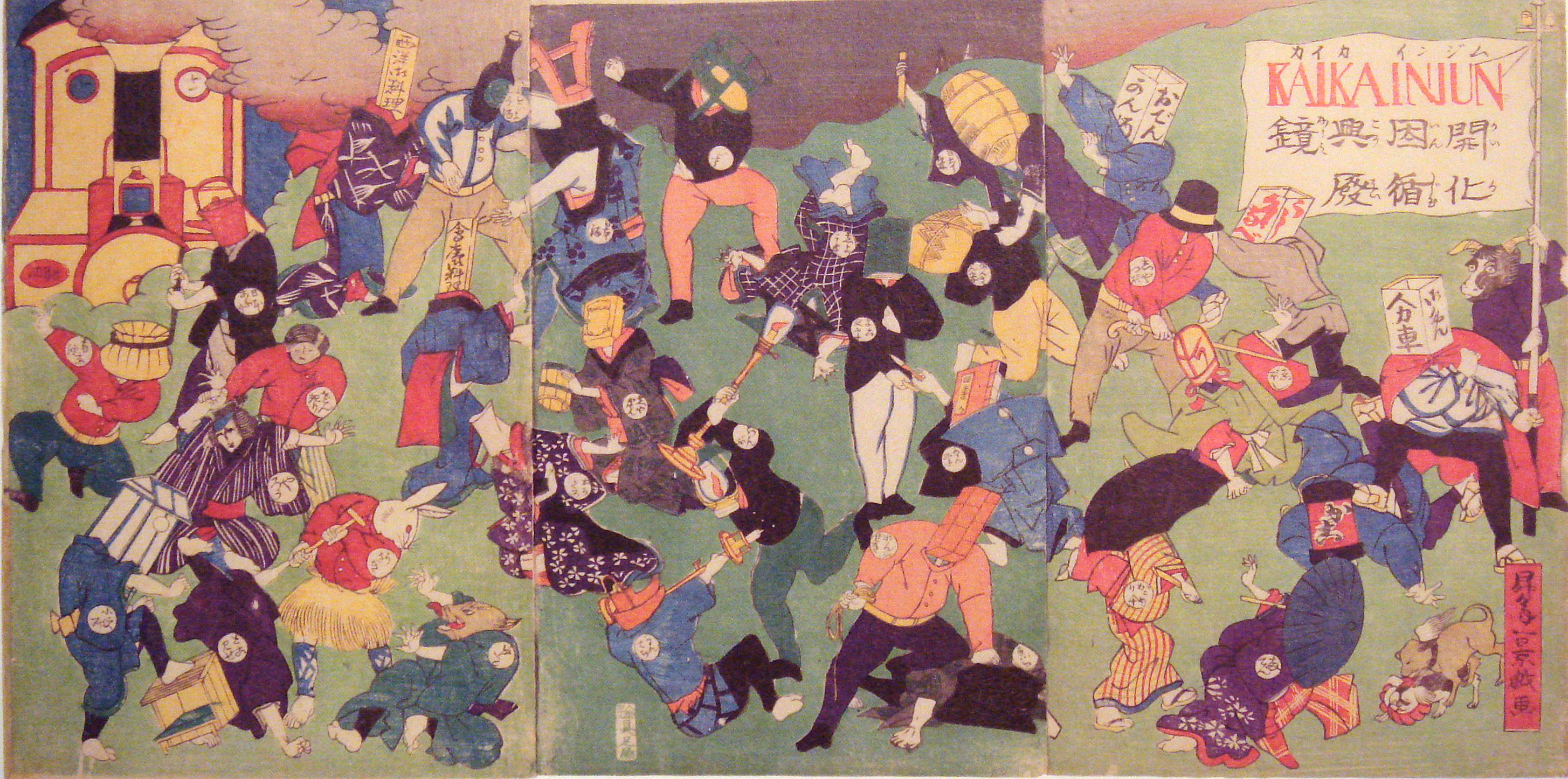
Alegoría del Nuevo luchando contra el Viejo, a principios del Japón Meiji, alrededor del año 1870

La formación en 1866 de la alianza Satsuma-Chōshū entre Saigo Takamori, el líder del territorio Satsuma y Kido Takayoshi, el líder del territorio Chōshū, construye los fundamentos de la restauración Meiji. Estos dos líderes apoyaron al emperador Kōmei (padre del emperador Meiji) y se aliaron junto a Sakamoto Ryoma con el propósito de cambiar el gobierno del shogunato Tokugawa (bakufu) y devolver el poder al emperador. El 3 de febrero de 1867, el Emperador Meiji subió al trono después de la muerte del emperador Kōmei. Este periodo también supuso un cambio en Japón, el cual evolucionó desde una sociedad feudal hacia una economía capitalista, con una persistente influencia occidental.

## La gran reforma
La primera reforma fue la promulgación de la carta de juramento en 1868, una declaración general con el propósito de que la oligarquía Meiji consiguiera el impulso necesario para ganar la confianza y el apoyo financiero del nuevo gobierno. Los cinco estatutos consistían en:
1. Establecimiento de asambleas deliberativas
2. La integración de todas las clases en la tarea de sacar adelante el estado
3. El reemplazo de las «costumbres nocivas» por «leyes naturales»
4. Una búsqueda internacional por el conocimiento
5. El fortalecimiento de los fundamentos del gobierno imperial

Con la aceptación del juramento se daba por hecho, de manera implícita, que se tenía que acabar con la exclusividad política del bakufu y que había que moverse hacia una participación más democrática en el gobierno. Para implementar los estatutos del juramento, se elaboraron once artículos constitucionales. Además de nombrar un nuevo Consejo de Estado, un cuerpo legislativo y un sistema de rango para los nobles y oficiales, se limitó la permanencia en los cargos a cuatro años, se permitió la votación pública, se estableció un nuevo sistema de impuestos, y se establecieron nuevas leyes locales administrativas.
El gobierno Meiji aseguró a las fuerzas extranjeras que tendrían que seguir los antiguos tratos negociados con el bakufu y anunciar que tendrían que actuar según las leyes internacionales. Mutsuhito, que reinó hasta el 1912, seleccionó un nuevo título Meiji, o Culto en el Gobierno como señal del comienzo de una nueva era en la historia japonesa.
Para escenificar el nuevo orden, la capital fue trasladada de Kioto, donde estuvo situada desde el 794, a Tokio (la capital del este), que era el nuevo nombre para la ciudad de Edo. La mayoría de los daimyō entregaron voluntariamente al emperador sus tierras y archivos de censo durante la abolición del sistema han, con lo cual se simbolizaba que la tierra y la gente estaban bajo jurisdicción del emperador. Confirmadas sus posiciones hereditarias, los daimyō se convirtieron en gobernadores, y el gobierno central asumió sus gastos administrativos y pago de los estipendios de los samuráis. El han fue reemplazado por las jefaturas del Japón en 1871, y la autoridad continuó fluyendo hacia el gobierno central. Los funcionarios favorecidos de los anteriores han, como los de Satsuma, Chōshū, Tosa, y Hizen, ocuparon varios cargos en los nuevos ministerios. Formalmente, los nobles que no eran favorecidos por la corte y los de menor rango y samurái más radicales reemplazaron las personas asignadas por el bakufu, daimyō y antiguos nobles de la corte, mientras aparecía una nueva clase gobernante.

### Reforma administrativa
Una condición para la formación del Japón unitario fue la eliminación de la antigua estructura federalista del país. Sus unidades eran principados autónomos, controlados por un daimio. Durante la Guerra Civil, 1868-1869. el gobierno japonés confiscó las posesiones del Shōgun y las dividió en jefaturas. Sin embargo, los principados han permanecieron fuera de su control directo.
A cambio de la tierra, los daimios se convirtieron en las cabezas de las oficinas regionales del gobierno central, a sueldo del Estado. Si bien la tierra de los hans fue transferida formalmente al Estado, los hans en sí mismos no fueron eliminados. Sus daimios mantuvieron el derecho de recaudar impuestos y de formar ejércitos en sus tierras, y así se mantuvieron semiautónomas. Debido a estas tibias políticas del gobierno central, el descontento a las regiones era creciente.
El 20 de enero del 1869 los daimios de los cuatro hans pro-gubernamentales, Satsuma, Choshu, Tosa y Hizen, que habían sido los más decididos adversarios del shogunato, aceptan de « devolver sus dominios al emperador». Otros daimio lo aceptan igualmente, hecho que conduce, sin duda, y quizás específicamente por primera vez, a tener un gobierno central que ejerce el poder sobre todo el territorio (天下, Tenko). Los antiguos daimio se trasladaron desde las regiones en Tokio y devolvieron como gobernadores de las jefaturas. Antes de 1888 el número de jefaturas se había reducido desde 306 a 47, se situó un distrito especial a Hokkaido, y se hizo el mismo en las jefaturas de las tres principales ciudades - Tokio, Kioto y Osaka.

### Reforma del gobierno
Junto con la reforma de la administración se produjeron cambios en la estructura del gobierno. La base del nuevo ejecutivo fue tomada directamente de la estructura de gobierno japonesa del VIII. El 15 de agosto de 1869 el gobierno se divide en tres ramas: el Daijō-kan, el Ministerio de la Izquierda y el Ministerio de la Derecha. La Rama Principal fue el Gabinete. Consistía en un Canciller, ministros de la izquierda y la derecha y asesores. La rama de la izquierda era legislador y asesor de la rama principal. La estructura de la rama derecha eran ocho ministerios, que estaban regidos por los ministros y viceministros. La mayoría de los cargos del gobierno fueron ocupados por gente procedente de los antiguos estados principescos, Satsuma (Saigō Takamori, Okubo Toshimichi, Kuroda Kiyotaka), Choshu (Kido Takayoshi, Ito Hirobumi, Inoue Kaoru, Yamagata Aritomo), Tosa (Itagaki Taisuke Gotō Shōjirō, Sasaki Takayuki) y Hizen (Okuma Shigenobu, Ōki Takatō, Soejima Taneomi, Etō Shimpei) formaron interiormente la llamada facción del Han. Las principales posiciones las ocuparon aristócratas de la capital, como Sanjō Sanetomi y Iwakura Tomomi.
| - Saigō Takamori - Toshimichi Ōkubo - Kuroda Kiyotaka - Kido Takayoshi - Ito Hirobumi - Inoue Kaoru - Yamagata Aritomo - Itagaki Taisuke - Gotō Shōjirō - Sasaki Takayuki - Okuma Shigenobu - Ōki Takatō - Soejima Taneomi - Sanjō Sanetomi - Iwakura Tomomi |

### Reforma militar
Uno de los principales objetivos del Gobierno Imperial fue la creación de un ejército moderno y eficiente. Después de la liquidación de las tropas de los hans, formadas por samuráis, estas fueron reasignadas al Departamento de Guerra. El 10 de enero de 1873, a iniciativa de Ōmura Masujirō y Yamagata Aritomo, el gobierno impuso el servicio militar obligatorio. A partir de ahora, todos los hombres que hubieran llegado a la edad de veinte años estarían obligados a servir en el ejército, independientemente de su condición social. Podían quedar exentos del servicio militar las cabezas de familia y sus herederos, los funcionarios, estudiantes y los que hubieran pagado la cantidad de 270 yenes. El último Ejército Imperial estaba formado principalmente por campesinos.
Junto con la reforma militar fueron creadas por separado las unidades del ejército y la policía. Hasta 1872 estuvieron adscritas al Departamento de Justicia, y a partir del año siguiente al Ministerio del Interior. La Policía Metropolitana se organizó con una gestión independiente en Tokio.
Poco antes de la reapertura de Japón, se fundó en Nagasaki la primera academia militar basada en el modelo neerlandés, donde, junto a la formación militar, se enseñaba música militar, ya que se reconocía que era un componente importante de las artes marciales. Allí se organizó la primera banda militar llamada kotekitai, formada por instrumentos de viento y percusión. Las bandas militares desempeñaban un papel destacado en la sociedad. Con la contribución de autores extranjeros y japoneses, se completaron y publicaron las primeras colecciones de partituras militares. En el ámbito militar se formó la escuela japonesa de dirección de orquesta, cuyos fundadores fueron figuras culturales inglesas, francesas y alemanas como John William Fenton, Charles Leroux, Franz Eckert. Bajo su dirección se formaron los primeros directores de orquesta militares japoneses: Suketsune Nakamura y Yoshitoyo Yotsumoto.

### Reforma social
Para la construcción del estado nacional japonés, el Gobierno Imperial también llevó a cabo una activa política social. El 25 de junio de 1869 se formó dos clase privilegiadas - nobleza con título (kazoku) y sin título (shizoku). La primera estaba formada por los aristócratas de la capital y los daimios de los desaparecidos hans, y la segunda estaba formada por antiguos samuráis. Debido a la formación de dos clases, el gobierno trató de superar la oposición secular de samuráis y aristócratas, y también intentó eliminar la diferenciación social y el modelo medieval de la relación "maestro - esclavo" en el entorno de samurái. Además, el poder imperial proclamó la igualdad de los agricultores, artesanos y comerciantes, independientemente de la ocupación y del cargo. Fueron conocidos como los "comunes" (heimin). En 1871, el gobierno equipara los buraku en esta clase, históricamente discriminada en el Periodo Edo. Los comunes estaban obligados a tener un nombre, que hasta entonces sólo habían traído los samuráis, y ahora se permitían los matrimonios mixtos entre ambas clases de aristocracia. Las tradicionales restricciones a los viajes y al cambio de profesión fueron eliminadas. El 4 de abril de 1871. el Gobierno Imperial promulgó una ley sobre el registro de la población. Al año siguiente, la población fue inscrita al registro dividida en tres categorías - las dos clases de nobleza y los plebeyos.
La nobleza japonesa estaba toda dentro del Estado. Los nobles recibían una pensión anual, que era el 30% del presupuesto total del país. Para aligerar la carga en el Estado, en 1873 el gobierno promulgó la "Ley del regreso de las pensiones al emperador", y la nobleza fue obligada a abandonar el pago periódico de las pensiones a cambio de un pago único. Sin embargo, el problema no había sido resuelto, y la deuda estatal de pensiones siguió creciente, motivo por el cual, en 1876, las autoridades finalmente abolieron la práctica de sus cobros y pagos. En este sentido, la diferencia legal entre los samuráis, a los cuales se los prohibió el mismo año de traer la katana en público, y el pueblo, había desaparecido. Para asegurar su existencia, se habían convertido en parte de la clase privilegiada de los funcionarios públicos: empleados públicos, policías y maestros. Muchos empezaron a cultivar. Sin embargo, la mayor parte del comercio no prosperó y rápidamente fue a la quiebra, debido a la carencia de habilidades empresariales. Para salvar los samuráis, el gobierno introdujo subsidios y los animó a colonizar una Hokkaido a medio civilizar. Sin embargo, estas medidas no fueron suficientes, lo cual fue la causa de futuros disturbios.

### Reforma religiosa
A medida que la Restauración Meiji intentaba devolver el emperador a una posición superior, los esfuerzos se concentraron a establecer un estado Shinto más parecido al estado de 1000 años atrás.
Se estableció una Oficina de Culto Shinto, categorizada en importancia por encima del Consejo de Estado. Se adoptaron las ideas kokutai de las escuelas Mito, y se puso el énfasis en la divinidad ancestral de la familia imperial japonesa. En un movimiento pequeño, pero importante, el gobierno apoyó a los maestros Shinto. Aunque la Oficina de Culto Shinto fue degrada en 1872, hacia 1877 la Casa de Ministros controlaba todos los santuarios Shinto y el estado dio reconocimiento a ciertas sectas Shinto. La religión Shinto fue separada de la administración budista y se restauraron sus características. Aunque el budismo sufrió el apoyo del estado al Shinto, tuvo su propio resurgimiento. El cristianismo también fue legalizado, y el confucianismo se mantuvo como una doctrina ética de importancia. Sin embargo, incrementó cada vez más la cantidad de pensadores japoneses identificados con ideologías y metodología occidental.

### La tierra y la reforma fiscal
El objetivo primordial del Gobierno Imperial en la construcción de un Japón modernizado fue la creación de un sistema financiero sólido. La principal fuente de las arcas del Estado era el impuesto a la tierra en forma de rentas naturales, que durante siglos los labradores japoneses habían pagado a sus amos. Después de que el principado hubiera sido eliminado, el gobierno se hizo cargo de sus obligaciones de deuda y derechos, motivo por el cual conseguir el dinero del presupuesto era extremadamente difícil. Por lo tanto, las autoridades se comprometieron a realizar reformas agrarias y fiscales para estabilizar las finanzas japonesas.
En 1871, el Gobierno Imperial creó nuevas tierras de cultivo en tierras vírgenes, y en 1872 fue cancelada la prohibición de la venta de terrenos y se reconoció la existencia de la propiedad privada. Los propietarios recibieron certificados de propiedad de la tierra, donde se indicaba el precio de la parcela. El sistema de certificados eliminó la forma comunal tradicional de tenencia de la tierra. El 28 de julio de 1873 sobre la base de este sistema de gobierno imperial empezó la reforma del impuesto sobre la tierra, que acabó en 1880. La reforma, en lugar del criterio de rendimiento inestable de la fiscalidad, se convirtió en un precio estable para la tierra, y los propietarios de la tierra se convirtieron en contribuyentes. La contribución territorial tenía que pagarse en efectivo por la cantidad de 3% del valor de la tierra. Los bosques y tierras de montaña, que eran utilizados por los miembros de la comunidad en conjunto, eran consideradas por el gobierno como tierras sin amo. Estas transformaciones proporcionaron una manera estable de llenar las arcas del Estado y contribuyeron al desarrollo de las relaciones monetario-mercantiles de la región. Sin embargo, por otro lado, causaron una nueva diferenciación social y el aumento de la presión fiscal sobre el pueblo y, además, trajeron al descontento campesino.
Se legitimó el sistema de arrendamiento de tierras introducido durante el periodo Tokugawa. En efecto, a pesar de los esfuerzos realizados por el shogunato por la "congelación" de las cuatro clases de la sociedad, en su lugar, bajo su gobierno, los aldeanos empezaron a arrendar tierras a otros agricultores, y por lo tanto se enriquecieron. Esto perturbó el sistema de clases muy definidas, declarado por el shogunato, y contribuyó a su caída.

### Educación

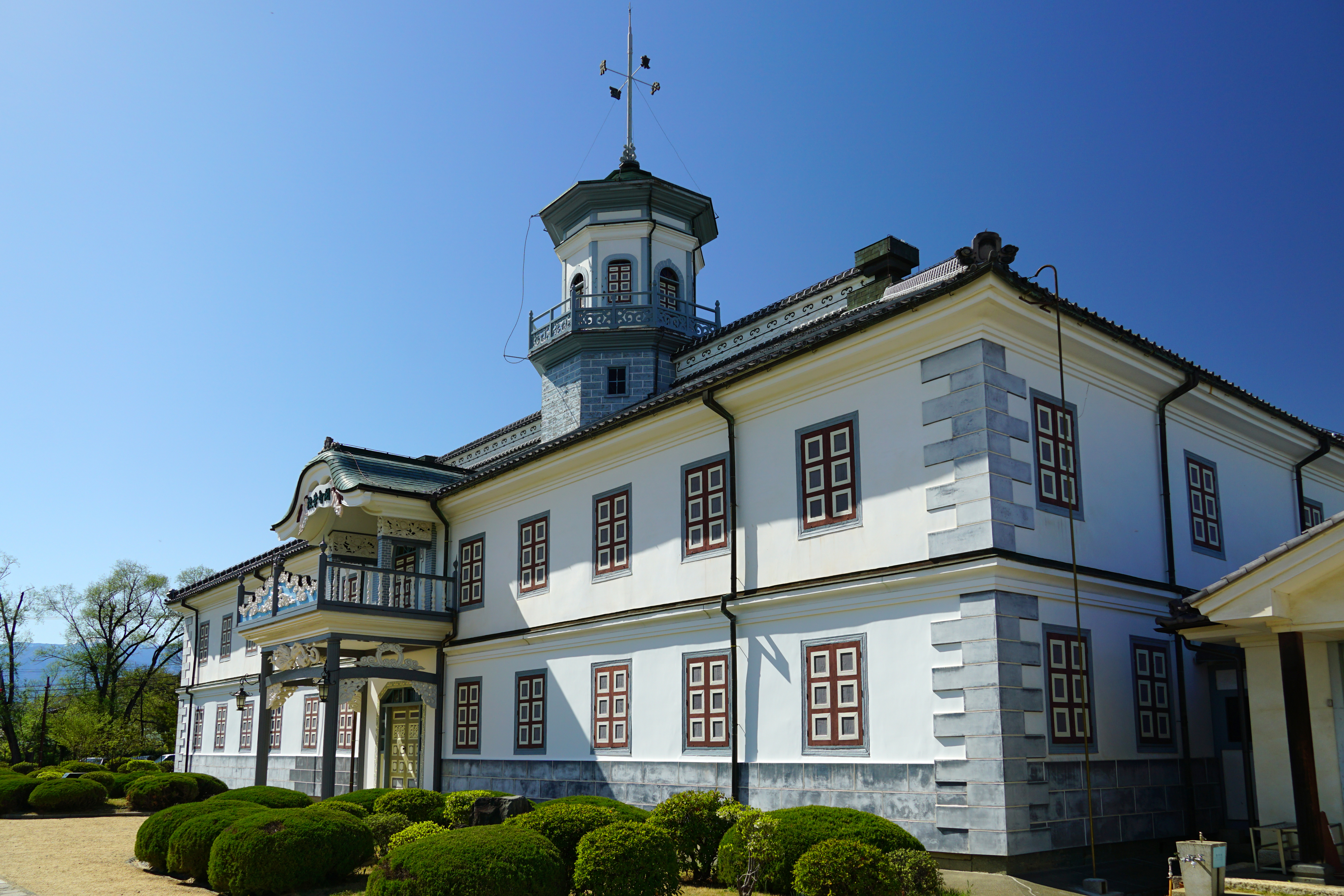
Escuela de Kaichi - la escuela primaria más antigua del Japón

En educación, el gobierno llevó a cabo una serie de reformas fundamentales. En 1871 se creó el primer Ministerio de Cultura, institución central responsable de la política educativa. En 1872, se emitió un decreto sobre educación estatal basado en el modelo francés. Bajo este sistema, Japón fue dividido en ocho distritos universitarios. Cada distrito tendría una universidad y 32 escuelas secundarias. Cada escuela formó un distrito escolar independiente, y tendría 210 escuelas primarias. Sin embargo, la decisión del Ministerio fue más declarativa que otra cosa, y no tuvo en cuenta las posibilidades reales de los educadores y de los ciudadanos. Por lo tanto, en 1879 el Ministerio emitió un "Decreto de Educación", por el cual se abolía el sistema de distritos y la educación pública obligatoria se limitaba en la escuela elemental, según el modelo alemán. Por primera vez en las escuelas públicas los niños y las niñas estudiaron juntos.
El gobierno también hizo esfuerzos para el desarrollo de la educación universitaria japonesa. En particular, en 1877, se fundó la Universidad de Tokio, en la cual el gobierno japonés contrató muchos especialistas extranjeros. A las jefaturas se establecieron instituciones educativas e instituciones de educación superior para las mujeres. La iniciativa estatal recibió el apoyo de personajes públicos. Por lo tanto, Fukuzawa Yukichi se convirtió en el fundador de la escuela privada de Keio, futura Universidad de Keiō y Nijima Tse - el fundador de la escuela Doshisha, la futura Universidad de Doshisha.
Algunas regulaciones gubernamentales en cuanto a primaria, secundaria, terciaria y universitaria fueron adoptadas en 1880.

### Crecimiento industrial

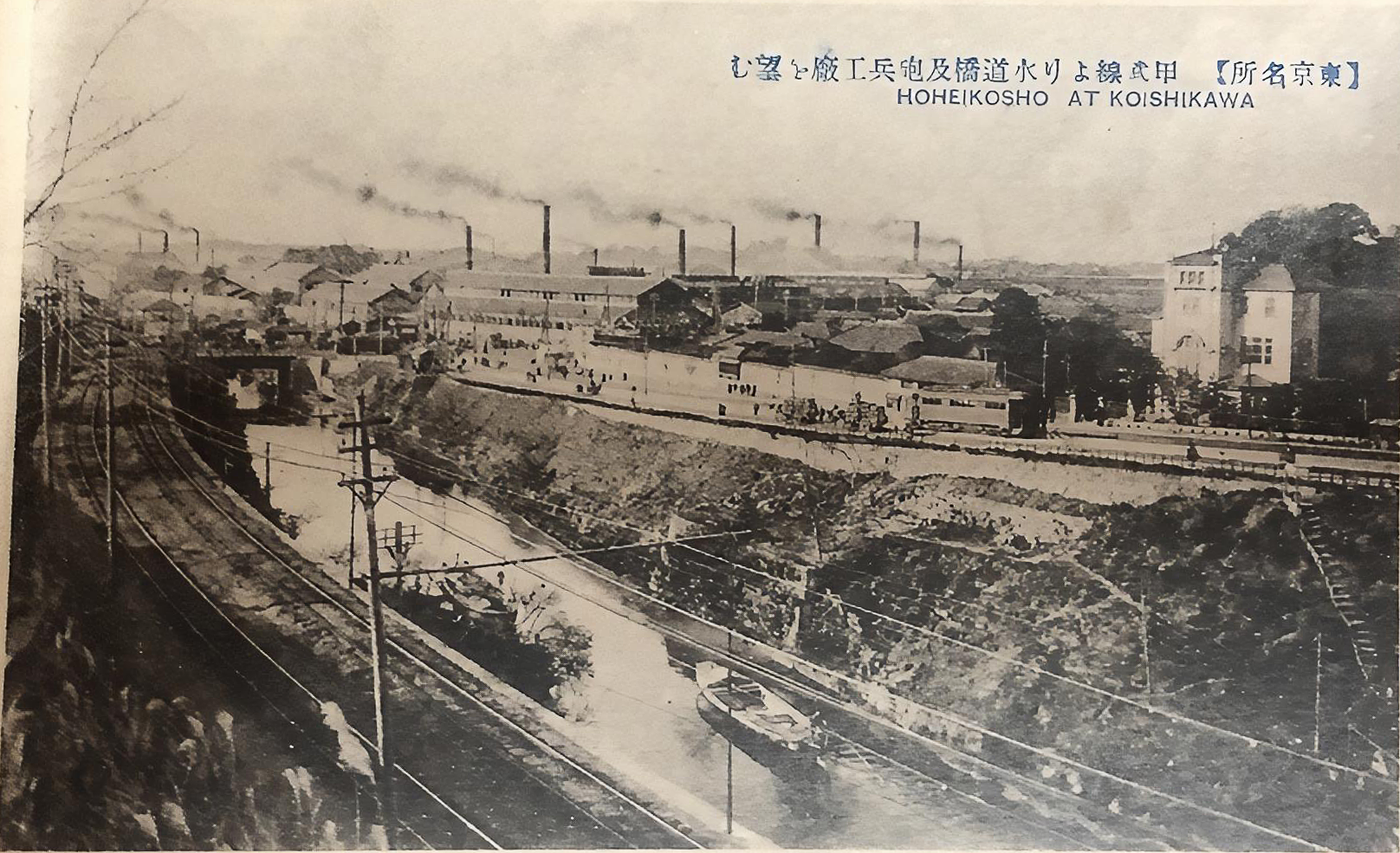
El Arsenal de Koishikawa en Tokio fue establecido en 1871.

La rápida industrialización y modernización de Japón permitieran un gran incremento de la producción y las infraestructuras. El país construyó industrias como por ejemplo astilleros, plantas siderúrgicas y textiles que fueron vendidas a emprendedores relacionados con la industria occidental. Los productos fabricados con tecnología occidental podían ser vendidos muy fácilmente en un contexto internacional. Las zonas industriales crecieron enormemente, lo cual provocó migraciones masivas desde el campo. La industrialización se materializó también en forma de desarrollo de un sistema nacional de ferrocarril y de un moderno sistema de comunicaciones. Las clases sociales bajas (mujeres, marginados, jornaleros, prostitutas y campesinos) formaron la mano de obra de este crecimiento industrial.
| Año(s)    | Producción/exportación, media anual (toneladas) |
| --------- | ----------------------------------------------- |
| 1868–1872 | 1026/646                                        |
| 1883      | 1682/1347                                       |
| 1889–1893 | 640                                             |
| 1899–1903 | 7103/4098                                       |
| 1909–1914 | 12460/9462                                      |

Con la industrialización llegó la demanda de carbón. Hubo un aumento espectacular de la producción, como se muestra en la tabla siguiente.
| Año  | Producción de carbón             | Producción de carbón           | Producción de carbón           |
| Año  | (millones de toneladas métricas) | (millones de toneladas largas) | (millones de toneladas cortas) |
| ---- | -------------------------------- | ------------------------------ | ------------------------------ |
| 1875 | 0,6                              | 0,59                           | 0,66                           |
| 1885 | 1,2                              | 1,2                            | 1,2                            |
| 1895 | 5                                | 4,9                            | 5,5                            |
| 1905 | 13                               | 13                             | 14                             |
| 1913 | 21,3                             | 21,0                           | 23,5                           |

El carbón fue necesario para dos cosas: los barcos de vapor y los ferrocarriles. El crecimiento de estos sectores se muestra a continuación.
| Año  | Número de barcos de vapor |
| ---- | ------------------------- |
| 1873 | 26                        |
| 1894 | 169                       |
| 1904 | 797                       |
| 1913 | 1514                      |

| Año  | Longitud | Longitud |
| Año  | (mí)     | (km)     |
| ---- | -------- | -------- |
| 1872 | 18       | 29       |
| 1883 | 240      | 390      |
| 1887 | 640      | 1.030    |
| 1894 | 2100     | 3.400    |
| 1904 | 4700     | 7.600    |
| 1914 | 7100     | 11.400   |

## Comienzo de la era Meiji
En 1868 comienza la era Meiji. En esta, quedan abolidos los privilegios especiales de los samuráis, se le da a la población la posibilidad de portar apellido (privilegio hasta entonces de la aristocracia, mientras que la gente llevaba el nombre de su profesión, por ejemplo, el capitán de un barco se llamaba "Anjin" (capitán). Estos cambios provocaron la inestabilidad del país en el comienzo de la era Meiji. Hubo muchos levantamientos, pero se puede destacar el de Saigō Takamori, integrante del triunvirato ishin, amigo y compañero de Ōkubo Toshimichi. Saigō es derrotado por Ōkubo y hecho ejecutar. La era Meiji logró la "estabilidad total" después de cuatro décadas.